# Le Seul Visage
Le Seul  Visage est un recueil de 55 photographies d’Hervé Guibert paru aux Éditions de Minuit en 1984. Il a été publié à l’occasion de l’exposition à la galerie Agathe Gaillard, à Paris.

## Commentaires
L’ouvrage rassemble des photographies des proches de l’auteur, proches désignés ici par leur prénom et non plus par des initiales comme dans ses romans.  Des photographies de lieux communs ou étranges sont insérées. Certaines évoquent un univers fantastique ou onirique, d’autres racontent une histoire. Ce recueil permet de mieux comprendre le rapport entre photographie et écriture dans l’œuvre.

## Liste des photographies
L’ami, Claire, Gorka, le verre, ZouZou, le fiancé, Sienne, Prague, le seul visage, la mère, le père, Moi, Thierry, Christine, Hans-Georg, Michel, Mathieu, Patrice, Isabelle, Amsterdam, Louise, Eugène, Suzanne, Suzanne et Louise, Agathe, les amis, Eugène, Gina, Autoportrait, Arles, New York, Berlin-Est, l’oiseau, Ombre chinoise, lecture, écriture, écriture, lecture, la sacristie, le départ, Bagheria, Otterlo, Budapest, le rêve du désert, le rêve du cinéma, intérieur, festival de Cannes, New York, peintures, le marionnettiste, Jeanne d’Arc, la boule d’Yvonne, les lettres de Mathieu, les billes, la main de l’aveugle.